# Deutsche Fußballmeisterschaft der B-Juniorinnen 2010/11
Die deutsche Fußballmeisterschaft der B-Juniorinnen 2011 war die zwölfte Auflage dieses Wettbewerbes. Meister wurde der 1. FFC Turbine Potsdam, der im Finale den VfL Sindelfingen mit 3:1 besiegte und somit zum vierten Mal in Folge und zum neunten Mal insgesamt den wichtigsten Titel des Juniorinnenfußballs in Deutschland gewinnen konnte.

## Teilnehmende Mannschaften
Für die Endrunde qualifizierten sich die Sieger der fünf Meisterschaftswettbewerbe der Regionalverbände des Deutschen Fußball-Bundes sowie die Zweitplatzierten der Wettbewerbe des nordostdeutschen, des süddeutschen und des westdeutschen Regionalverbandes.
| Regionalverband Nord | Regionalverband Nordost                             | Regionalverband Süd                    | Regionalverband Südwest | Regionalverband West                       |
| - SV Werder Bremen   | - 1. FFC Turbine Potsdam - 1. FC Lokomotive Leipzig | - VfL Sindelfingen - FC Bayern München | - SC 07 Bad Neuenahr    | - FSV Gütersloh 2009 - Bayer 04 Leverkusen |

## Spielergebnisse

### Gruppenspiele

#### Gruppe A
| Pl. | Verein                   | Sp. | S | U | N | Tore    | Diff. | Punkte |
| --- | ------------------------ | --- | - | - | - | ------- | ----- | ------ |
| 1.  | VfL Sindelfingen         | 3   | 3 | 0 | 0 | 009:100 | +8    | 09     |
| 2.  | FSV Gütersloh 2009       | 3   | 2 | 0 | 1 | 005:200 | +3    | 06     |
| 3.  | SV Werder Bremen         | 3   | 1 | 0 | 2 | 003:800 | −5    | 03     |
| 4.  | 1. FC Lokomotive Leipzig | 3   | 0 | 0 | 3 | 001:700 | −6    | 0      |

|                                   |   |                          |           |
| 27. Mai 2011, Sportschule Leipzig |   |                          |           |
| SV Werder Bremen                  | – | FSV Gütersloh 2000       | 0:2 (0:1) |
| VfL Sindelfingen                  | – | 1. FC Lokomotive Leipzig | 2:0 (1:0) |
| 28. Mai 2011, Sportschule Leipzig |   |                          |           |
| SV Werder Bremen                  | – | VfL Sindelfingen         | 1:5 (1:3) |
| FSV Gütersloh 2000                | – | 1. FC Lokomotive Leipzig | 3:0 (1:0) |
| 29. Mai 2011, Sportschule Leipzig |   |                          |           |
| 1. FC Lokomotive Leipzig          | – | SV Werder Bremen         | 1:2 (0:0) |
| FSV Gütersloh 2000                | – | VfL Sindelfingen         | 0:2 (0:0) |

#### Gruppe B
| Pl. | Verein                 | Sp. | S | U | N | Tore    | Diff. | Punkte |
| --- | ---------------------- | --- | - | - | - | ------- | ----- | ------ |
| 1.  | 1. FFC Turbine Potsdam | 3   | 1 | 2 | 0 | 003:000 | +3    | 05     |
| 2.  | Bayer 04 Leverkusen    | 3   | 0 | 3 | 0 | 002:200 | ±0    | 03     |
| 3.  | FC Bayern München      | 3   | 0 | 3 | 0 | 001:100 | ±0    | 03     |
| 4.  | SC 07 Bad Neuenahr     | 3   | 0 | 2 | 1 | 001:400 | −3    | 02     |

|                                                     |   |                        |           |
| 27. Mai 2011, Sportschule Malente                   |   |                        |           |
| 1. FFC Turbine Potsdam                              | – | SC 07 Bad Neuenahr     | 3:0 (2:0) |
| Bayer 04 Leverkusen                                 | – | FC Bayern München      | 1:1 (1:0) |
| 28. Mai 2011, Sportschule Malente                   |   |                        |           |
| 1. FFC Turbine Potsdam                              | – | Bayer 04 Leverkusen    | 0:0       |
| SC 07 Bad Neuenahr                                  | – | FC Bayern München      | 0:0       |
| 29. Mai 2011, Sportschule Malente                   |   |                        |           |
| FC Bayern München                                   | – | 1. FFC Turbine Potsdam | 0:0       |
| 29. Mai 2011, Ernst-Rüdiger-Sportzentrum in Malente |   |                        |           |
| SC 07 Bad Neuenahr                                  | – | Bayer 04 Leverkusen    | 1:1 (0:1) |

### Finale
| Paarung                | VfL Sindelfingen – 1. FFC Turbine Potsdam |
| Ergebnis               | 2:3 (1:2) |
| Datum                  | 12. Juni 2011 um 11:00 Uhr |
| Stadion                | Floschenstadion, Sindelfingen |
| Zuschauer              | 977 |
| Schiedsrichterin       | Isabelle Herrmann (Mönchengladbach) |
| Tore                   | 1:0 Jana Spengler (4.) 1:1 Erica Dillmann (17.) 1:2 Lyn Meyer (34.) 1:3 Venus El-Kassem (63.) 2:3 Jana Spengler (64.) |
| VfL Sindelfingen       | Jessica König – Tamar Dongus, Bianca Brösamle, Larissa Laich Catharina Schwägler – Eva-Maria Virsinger, Jana Spengler, Julia Schneider, Fabienne Dongus – Pia Schmidt (53. Michelle Haug), Aline Böhringer Cheftrainer: Niko Koutroubis |
| 1. FFC Turbine Potsdam | Josephine Wiedner – Vanessa Göldner, Laura Schulze, Jennifer Lüdicke, Liesa Seifert (65. Rieka Windisch) – Vanessa Müller, Erica Dillmann, Wibke Meister, Anna-Sophie Fliege – Lyn Meyer, Venus El-Kassem Cheftrainer: Sven Weigang     |